# Fenantrolina
Fenantrolina, 1,10-fenantrolina, ou ainda o-fenantrolina, é um composto orgânico heterocíclico. Pode ser um ligante em química de coordenação; neste papel é abreviado fen (phen). Sendo um ligante bidentado, é comumente usado como um agente quelante para íons metálicos. Em termos de suas propriedades de coordenação, a fenantrolina é similar a 2,2'-bipiridina.
Na temperatura ambiente se apresenta na forma monohidratada como um sólido branco inodoro.

## Ferroína e análogos
O complexo [Fe(phen)3]2+, chamado "ferroína," é usado para a determinação fotométrica de ferro divalente (Fe(II)). É usada como indicador redox com potencial padrão de +1.06 V.  A forma ferrosa reduzida tem uma cor vermelha profunda e a forma oxidada é azul clara. Ferroína é usada em biologia celular como um inibidor de enzimas permeável em células para metaloproteases.
Muitas vezes, para as mais diversas aplicações em análises químicas, é utilizado na forma de cloridrato. 
O complexo de cor rosa [Ni(phen)3]2+ foi resolvido em seus isômeros Δ e Λ.  O análogo [Ru(phen)3]2+ é conhecido por ser bioativo.

## Ligantes relacionados
No composto relacionado "batofenantrolina", as posições 4 e 7 são substituídas por grupos fenil.

## Como um indicador para reagentes alquil-lítio
Reagentes alquil-lítio formam derivados fortemente coloridos com fenantrolina. O conteúdo em alquil-lítio de soluções pode ser determinado por tratamento de tais reagentes com pequenas quantidades de fenantrolina (aprox. 1 mg) seguido por titulação com álcoois até o ponto final incolor.

## Solução usual do reagente
Para análise de ferro (II):
Dissolve-se 0,25 g do reagente em 250 mL de álcool etílico PA.